# Hriszto Kolev
Hriszto Kolev (bolgárul: Христо Колев, Aszenovgrad, 1964. szeptember 21. – ) bolgár válogatott labdarúgó.

## Pályafutása

### Klubcsapatban
1982 és 1988 között a Lokomotiv Plovdiv játékosa volt. 1988-tól 1996-ig Görögországban játszott. 1989-ben görög kupát nyert, 1990-ben pedig bajnoki címet szerzett a Panathinaikósz színeiben. 1990 és 1992 között az Athinaikósz, 1992 és 1996 között az Edesszaikósz csapatát erősítette. 1997-ben hazatért a Lokomotiv Plovdivba, ahol még egy évig játszott.  

### A válogatottban
1985 és 1990 között 24 alkalommal szerepelt a bolgár válogatottban és 5 gólt szerzett. Részt vett az 1986-os világbajnokságon.

### Edzőként
2012 és 2017 között a Lokomotiv Plovdiv együttesénél dolgozott edzőként.

## Sikerei, díjai
Panathinaikósz
- Görög bajnok (1): 1989–90
- Görög kupagyőztes (1): 1988–89

Edesszaikósz
- Balkán-kupa (1): 1992–93